# 프린세스 (잡지)
《프린세스》(プリンセス 푸린세스[*])는 아키타 쇼텐에서 발행하는 일본의 소녀 만화 잡지이다. 1974년에 창간되었다. 매월 6일에 발행된다. 경쟁지는 《라라》, 《별책 마가렛》, 《베쓰코미》 등이 있다. 자매지는 《프린세스 골드》로 1979년에 분리돼 창간되었다. 《프린세스 골드》는 1년에 9번 발행된다.